# Kostel Povýšení svatého Kříže (Citice)
Kostel Povýšení svatého Kříže je římskokatolický filiální kostel v Citicích v okrese Sokolov v Karlovarském kraji.

## Historie
S rozvojem těžby hnědého uhlí v obci Citice a jejím okolí koncem 19. století a s ním souvisejícím výrazným nárůstem počtu obyvatel se již v roce 1895 uvažovalo o stavbě kaple. Byl založen spolek 16 členů a zřízen peněžitý fond. Následovalo vykolíkování pozemku pro stavbu kaple. První světová válka však záměr odsunula. Teprve až v lednu 1927 vznikl Spolek pro výstavbu kostela. Členy spolku se stali i osoby z blízké Tisové a dalších okolních lokalit. Dne 22. června 1930 byl položen základní kámen kostela. Stavba postupovala velice rychlým tempem a byla dokončena již v září téhož roku. Kostel byl vysvěcen 19. října 1930 a se stal filiálním kostelem římskokatolické farnosti v Sokolově. Po druhé světové válce a vysídlení německého obyvatelstva přestal být kostel využíván a chátral. Vybavení kostela bylo rozkradeno nebo zničeno. Pokračující devastace kostela došla do stavu, kdy již hrozilo jeho zřícení.
Obecní zastupitelstvo projednávalo demolici kostela. Jednání s římskokatolickou církví, vlastníkem kostela, byla neúspěšná a k návrhu na demolici se církev postavila negativně. V roce 2004 převzalo pozemek kostela občanské sdružení Zapomenuté světlo, které dne 25. září 2004 začalo s opravami. Obec přispěla Občanskému sdružení částkou 130 tisíc korun. Došlo ke kompletní rekonstrukci téměř zborceny střechy a fasádu věže a průčelí kostela. V roce 2019 a 2020 poskytla obec Citice ze svého rozpočtu dalších 100 tisíc korun na nákup materiálu. Interiér nově vyzdobily nástěnné malby s církevní tematikou od sokolovského výtvarníka Vladimíra Cabalky.

## Stavební podoba
Kostel je jednoduchá jednolodní stavba s nízkou hranolovou věží na východní straně kostela, zapuštěnou do průčelí. Na svoji dobu to byl moderní kostel ve funkcionalistickém pojetí. Zastřešení věže má barokní rysy, na vrcholu věže je umístěn dvojramenný kříž. Loď je prosvětlena po obou stranách čtyřmi velkými obdélnými okny po každé straně. Podobná okna jsou v průčelí. Původní interiér byl vybaven jednoduchým, umělecky bezcenným novodobým mobiliářem. Detailnější informace o něm ovšem chybí. Postranní oltář na epištolní straně byl zasvěcen Panně Marii a oltář na evangelní straně Srdci Ježíšovu.